# Acuario Inbursa
El Acuario Inbursa es un acuario ubicado en Ciudad de México, con 3600 metros cuadrados de área de exhibición y 1,6 millones de litros de agua del golfo de México.

## Ubicación

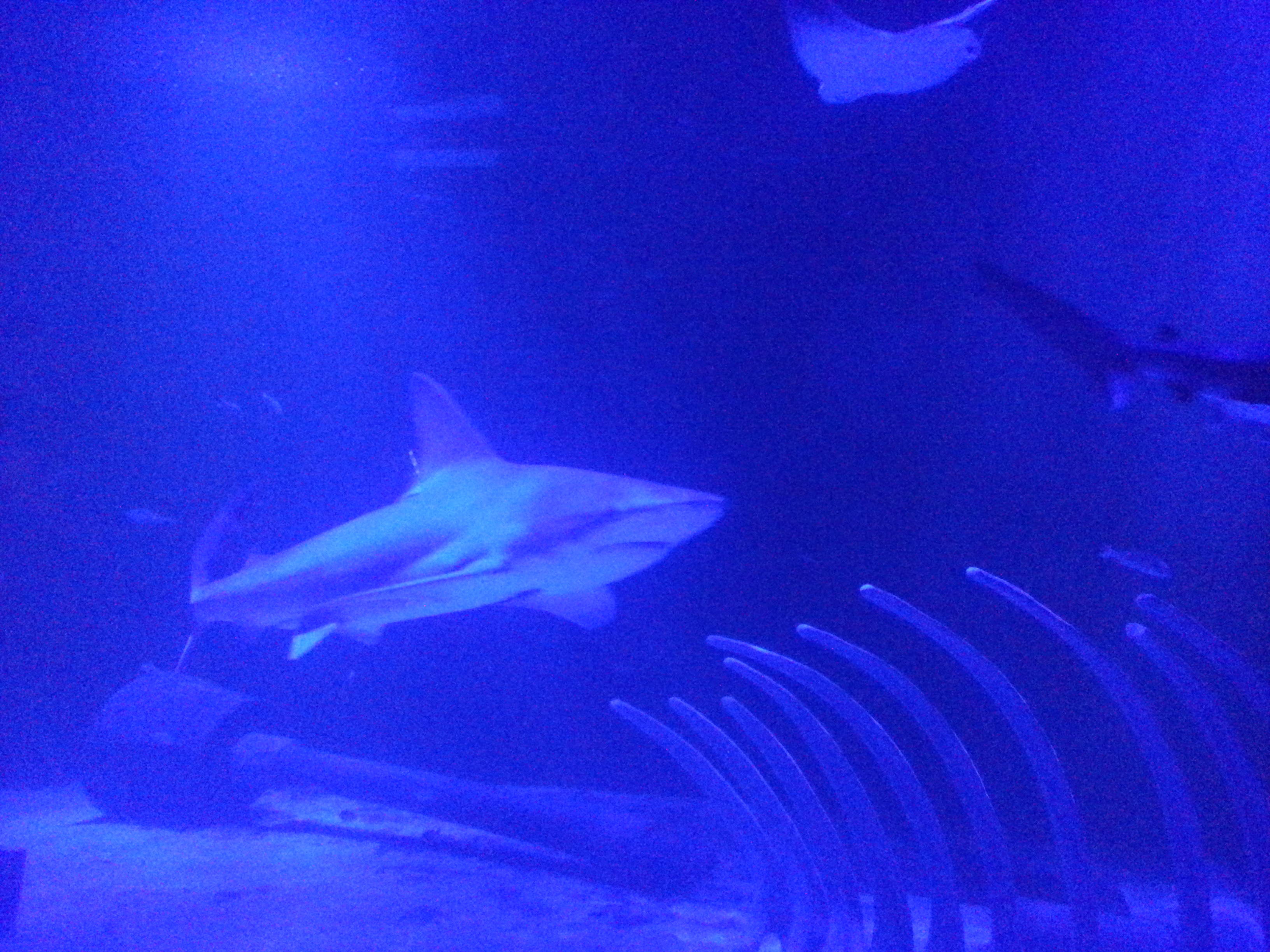
Tiburón en el Oceanario.

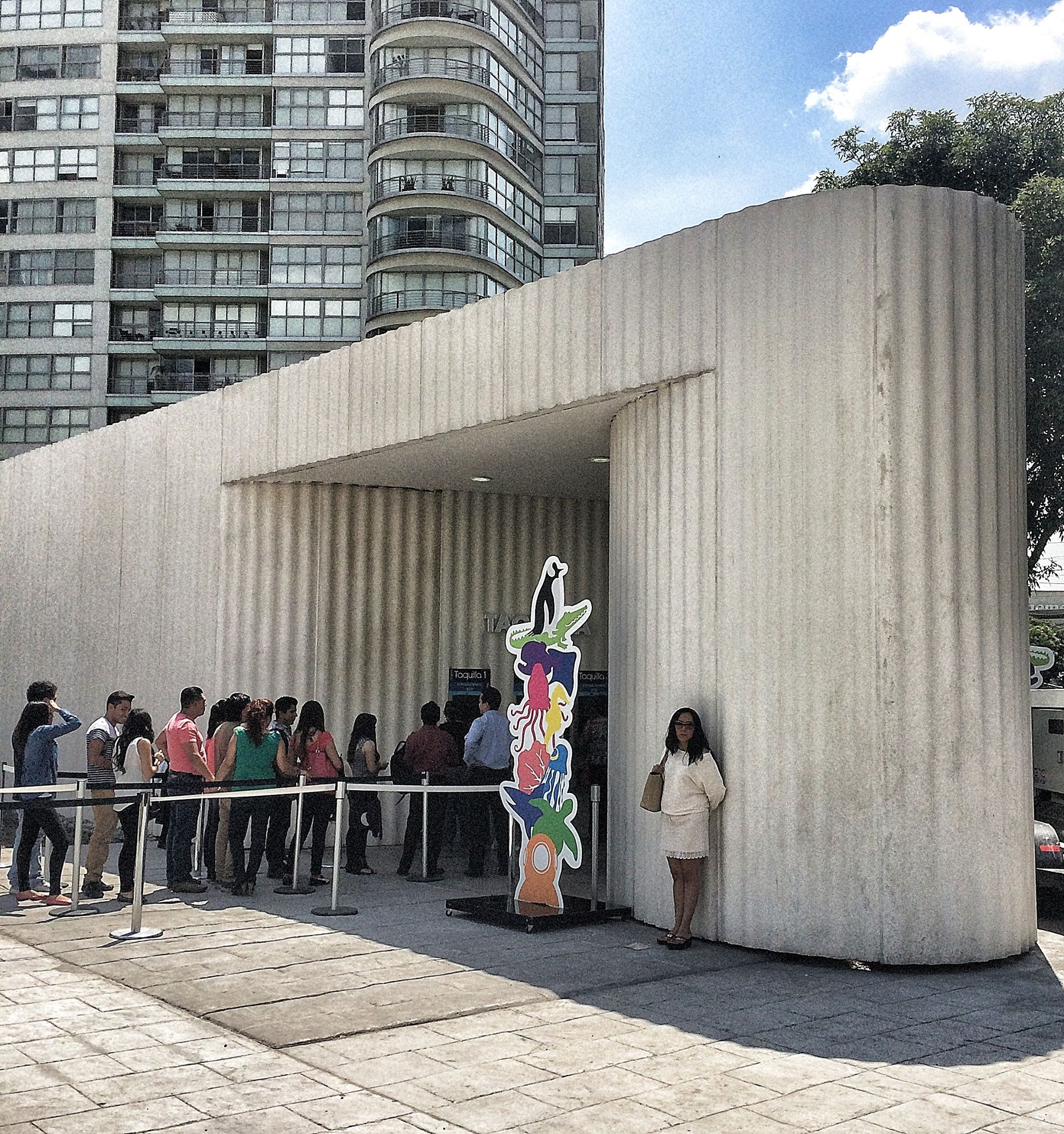
Taquilla y entrada

El acuario fue diseñado por los arquitectos Alejandro Nasta y Édgar Delgado y el M. en C. Víctor H. Sánchez.[cita requerida] La obra fue ejecutada por el Ar. Butron, está ubicado en Plaza Carso, frente al Museo Soumaya, Museo Jumex y Teatro Telcel. Abre sus puertas el 11 de junio de 2014, con diferentes escenarios como el fondo del océano, bosque de kelp, playa, manglar, Antártida, entre otros.

## Contenido
Contiene alrededor de 14,000 ejemplares de 350 especies animales, distribuidos en 48 diferentes exhibiciones. El área es de 3,600 metros cuadrados, repartidos en una estructura de cuatro niveles subterráneos.
Está dividido en varios ecosistemas: 
- Oceanario y Barco hundido en donde se pueden apreciar tiburones, rayas, jiniguaros, peces mariposa.
- Laberinto de medusas
- Playa calipso
- Manglar negro
- Antártida

Se rige bajo el concepto edutainment (educación más entretenimiento). En su distribución se encuentra un piso para todos los equipos de soporte de vida, cisternas y equipos de filtrado, donde diariamente se reutilizan 22 millones de litros de agua de mar traída de Veracruz.